# Oschenberg (Bayreuth)
Oschenberg ist ein Gemeindeteil der kreisfreien Stadt Bayreuth im bayerischen Regierungsbezirk Oberfranken. Oschenberg liegt in der Gemarkung Laineck.

## Geografie
Das aus fünf Einzelsiedlung bestehende Dorf liegt am gleichnamigen Berg (528 m ü. NHN, 0,8 km nordöstlich). Um den Ort herum gruppieren sich Ferienhäuser. Die Anwesen sind durch drei Anliegerwege erschlossen, die zu der südlich verlaufenden Staatsstraße 2181 führen.

## Geschichte
Oschenberg gehörte zur Realgemeinde Bindlach. Gegen Ende des 18. Jahrhunderts bestand Oschenberg aus einem Anwesen. Die Hochgerichtsbarkeit stand dem bayreuthischen Stadtvogteiamt Bayreuth zu. Die Grundherrschaft über das Wohnhaus hatte das Hofkastenamt Bayreuth.
Von 1797 bis 1810 unterstand der Ort dem Justiz- und Kammeramt Bayreuth. Mit dem Gemeindeedikt wurde Oschenberg dem 1812 gebildeten Steuerdistrikt Sankt Johannis und der Ruralgemeinde Laineck zugewiesen. Am 1. Juli 1972 wurde Oschenberg im Zuge der Gebietsreform in Bayern nach Bayreuth eingemeindet.

### Einwohnerentwicklung
| Jahr      | 001822 | 001861 | 001871 | 001885 | 001900 | 001925 | 001950 | 001961 | 001970 | 001987 |
| Einwohner | 7      | 13     | 15     | 20     | 9      | 9      | 53     | 62     | 85     | *      |
| Häuser    | 2      |        |        | 3      | 2      | 2      | 11     | 13     |        | *      |
| Quelle    | [ 5 ]  | [ 7 ]  | [ 8 ]  | [ 9 ]  | [ 10 ] | [ 11 ] | [ 12 ] | [ 13 ] | [ 14 ] | [ 15 ] |

## Religion
Oschenberg ist evangelisch-lutherisch geprägt und nach St. Johannis gepfarrt.